# Metapsyllaephagus elegans
Metapsyllaephagus elegans är en stekelart som först beskrevs av Mercet 1921.  Metapsyllaephagus elegans ingår i släktet Metapsyllaephagus och familjen sköldlussteklar. Inga underarter finns listade i Catalogue of Life.